# The Checkmates Ltd.
The Checkmates Ltd. war eine US-amerikanische R&B-Band.

## Geschichte
Mit dem Song Black Pearl hatten sie im Jahr 1969 ihren größten Erfolg in den US-Charts und erreichten Platz 13, mit Proud Mary erreichten sie, ebenfalls 1969, in den UK-Charts Platz 30.

## Diskografie

### Alben
| Jahr | Titel                       | Höchstplatzierung, Gesamtwochen, AuszeichnungChartplatzierungen (Jahr, Titel, Platzierungen, Wochen, Auszeichnungen, Anmerkungen) | Höchstplatzierung, Gesamtwochen, AuszeichnungChartplatzierungen (Jahr, Titel, Platzierungen, Wochen, Auszeichnungen, Anmerkungen) | Anmerkungen |
| Jahr | Titel                       | US | R&B | Anmerkungen |
| ---- | --------------------------- | --- | --- | ----------- |
| 1967 | Live! At Caesar’s Palace    | — | R&B36 (3 Wo.)R&B |             |
| 1969 | Love Is All We Have to Give | US178 (4 Wo.)US | — |             |

Weitere Alben
- 1971: Bobby Stevens & the Checkmates Ltd. (Rustic Records)
- 1974: FSO (Rustic)
- 1978: We Got the Moves (Fantasy Records)

### Singles
| Jahr | Titel Album                            | Höchstplatzierung, Gesamtwochen, AuszeichnungChartplatzierungen (Jahr, Titel, Album, Platzierungen, Wochen, Auszeichnungen, Anmerkungen) | Höchstplatzierung, Gesamtwochen, AuszeichnungChartplatzierungen (Jahr, Titel, Album, Platzierungen, Wochen, Auszeichnungen, Anmerkungen) | Höchstplatzierung, Gesamtwochen, AuszeichnungChartplatzierungen (Jahr, Titel, Album, Platzierungen, Wochen, Auszeichnungen, Anmerkungen) | Anmerkungen |
| Jahr | Titel Album                            | UK | US | R&B | Anmerkungen |
| ---- | -------------------------------------- | --- | --- | --- | ----------- |
| 1969 | Love Is All I Have to Give             | — | US65 (7 Wo.)US | — |             |
| 1969 | Black Pearl Love Is All I Have to Give | — | US13 (13 Wo.)US | R&B8 (12 Wo.)R&B |             |
| 1969 | Proud Mary Love Is All I Have to Give  | UK30 (8 Wo.)UK | US69 (4 Wo.)US | — |             |
| 1976 | All Alone by the Telephone             | — | US96 (2 Wo.)US | — |             |

Weitere Singles
- 1966: Do the Walk (The Temptation Walk)
- 1966: Kissin’ Her and Crying for You
- 1967: Please Don’t Take My World Away
- 1967: Walk in the Sunlight
- 1970: I Keep Forgettin’
- 1974: Sexy Ways
- 1974: Got to See "U" Soon
- 1977: I’m Laying My Heart on the Line